# Won by a Foot
Won by a Foot è un cortometraggio muto del 1911. Il nome del regista non viene riportato nei credit del film.

## Trama
Un uomo dall'elegante e raffinata calzatura segue una signora che indossa dei deliziosi stivaletti. Durante il percorso, si vedono anche i piedi di un vagabondo che sta riposando su una panchina da cui viene, però, sfrattato da un poliziotto. Correndo via, il vagabondo va a sbattere contro la signora, si scontra con lo spasimante e poi scappa, inseguito dal poliziotto. Intanto la donna, che si è messa ad ammirare il paesaggio, viene abbordata dal suo ammiratore: il linguaggio dei loro piedi mostra chiaramente l'attrazione che provano l'uno per l'altro. I due si recano al ristorante dove, durante il pranzo, il gioco dei loro piedi continua.

## Produzione
Il film fu prodotto nel 1911 da Carl Laemmle per l'Independent Moving Pictures Co. of America (IMP).

## Distribuzione
Distribuito dalla Motion Picture Distributors and Sales Company, il film - un cortometraggio di 75 metri - uscì nelle sale cinematografiche USA il 24 luglio 1911. Nelle proiezioni, veniva programmato con il sistema dello split reel, accorpato in un'unica bobina con un altro cortometraggio prodotto dalla IMP, il drammatico Science.